# Unternehmen Tanne Ost
Das Unternehmen Tanne Ost war der Deckname einer deutschen Militäroperation für ein deutsches Seelandungsunternehmen auf der finnischen Ostseeinsel Hochland (finn.: Suursari), im Golf von Finnland am 15. September 1944, im gerade beginnenden Lapplandkrieg im Zweiten Weltkrieg. Es endete mit einem finnischen Abwehrsieg.

## Vorgeschichte
Vorausgegangen war das sich abzeichnende Ende der finnischen Beteiligung am Zweiten Weltkrieg auf deutscher Seite (Fortsetzungskrieg), die mit dem Waffenstillstand von Moskau zwischen Finnland und der Sowjetunion abgeschlossen wurde. Parallel zum Unternehmen Tanne Ost plante das deutsche Marineoberkommando auch ein Unternehmen Tanne West, welches eine deutsche Invasion der Ålandinseln in der Ostsee vorsah. Beide Unternehmungen waren bereits im März 1944 erstmals ausgearbeitet worden.
Ziel des Unternehmens Tanne Ost war es, die deutsche „Seeigel“-Minensperre in der östlichen Ostsee, die zwischen dem finnischen Kotka über die Inseln Hochland und Groß Tütters in Richtung der estnischen Küste, etwa bis auf Höhe Narwas, verlief, aufrechtzuerhalten. Im Falle einer Übergabe von Hochland durch die Finnen an die Sowjets im Rahmen eines Waffenstillstandes wäre der deutsche Minenriegel ausgehebelt worden, da die Insel ein Angelpunkt der Sperre war. Um dies und den damit verbundenen möglichen Ausbruch der sowjetischen Baltenflotte aus der Bucht von Kronstadt zu verhindern, erwog die deutsche Führung eine gewaltsame Besetzung von Hochland.

### Deutsche Vorbereitungen

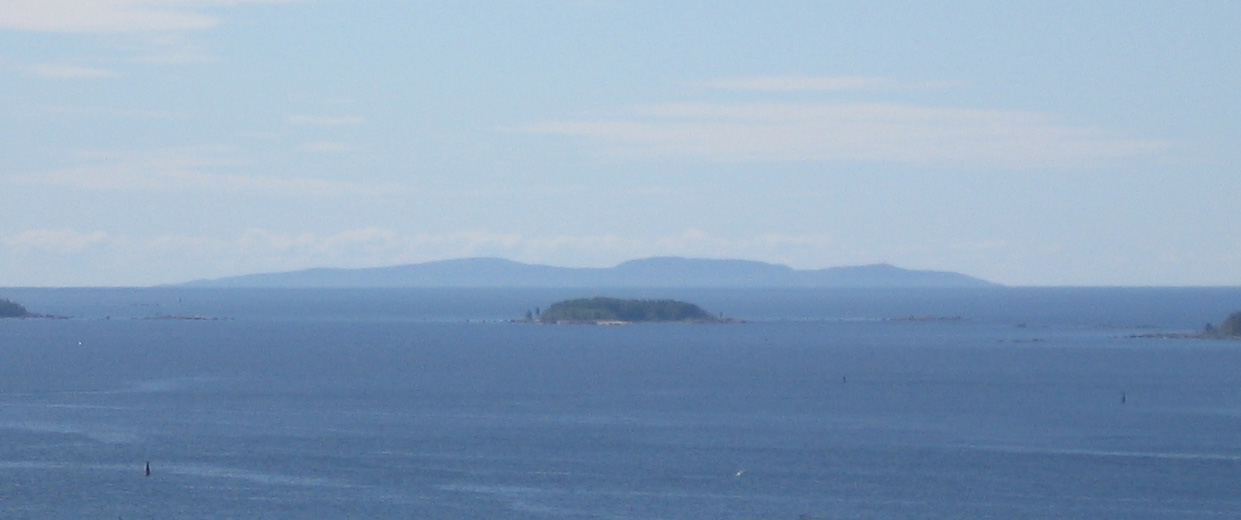
Die Insel Hochland (große Insel, im Hintergrund in Umrissen erkennbar) von Kotka in Finnland aus gesehen.

Nachdem Finnland am 2. September 1944 angekündigt hatte, die diplomatischen Beziehungen zum Deutschen Reich abbrechen zu wollen und die Aufforderung nach einem Abzug der deutschen Truppen aus Finnland binnen zwölf Tagen ausgegeben worden war, begannen die Deutschen mit den Vorbereitungen für den Plan Tanne Ost. Zu diesem Zweck zogen sie zwei Flottillen mit Marinefährprähmen, die Sturmboot-Kompanie 902 mit 20 Booten und rund 200 Mann, die 7. Artillerieträgerflottille (mit 12 umgebauten und mit 10,5-cm- und 8,8-cm-Geschützen bewaffneten Fährprähmen) und die 5. Schnellboot-Flottille zusammen. Unmittelbare Sicherung sollten die 3. und die 25. Minensuchboot-Flottille mit 14 Minensuchbooten und eine Flottille Räumboote geben. Insgesamt waren am Unternehmen rund 65 Schiffe, Prähme und Boote und etwa 2.600 Mann beteiligt, davon sollten rund 1.400 Mann in der ersten Landewelle abgesetzt werden.
Die deutschen Truppen waren jedoch hastig zusammengestellt und bestanden sowohl aus Luftwaffen- als auch aus Marineeinheiten. Und obwohl sowohl der befehlshabende deutsche Offizier vor Ort, Kapitän zur See Karl-Conrad Mecke, als auch das deutsche Marinekommando Östliche Ostsee (Vizeadmiral Theodor Burchardi) erhebliche Zweifel am Sinn und an der Durchführbarkeit des Unternehmens hatten, bestand die vom Führerhauptquartier unter Druck gesetzte Seekriegsleitung auf einer Durchführung des Planes.

### Die finnische Verteidigung
Auf Hochland selbst standen rund 1.600 finnische Soldaten in gut ausgebauten und getarnten Stellungen. Inselbefehlshaber war Oberstleutnant Martti Miettinen. Neben zahlreichen Maschinengewehren und neun schweren 120-mm-Mörsern verfügten die Finnen zudem über rund zwanzig 40-mm-Flak, acht 45-mm-Panzerabwehrkanonen russischer Herkunft und etwa ein Dutzend Feldkanonen, darunter auch zwei erbeutete 12,2-cm-Geschütze (ebenfalls russischer Herkunft) und mehrere leichtere 7,5-cm-Geschütze des Typs K17. Zudem galten die Gewässer um Hochland als potenzielles Minenwarngebiet, da sich aus den umliegenden Minenfeldern immer wieder Treibminen losrissen. Für die deutschen Landetruppen bestand zudem das Problem, dass Hochland nur einen halbwegs brauchbaren Hafen, Suurkylä, zum Ausschiffen besaß. Dieser an der Nordostspitze der Insel liegende Hafen war aber sehr klein, allenfalls konnten nur zwei Landefahrzeuge gleichzeitig anlegen und Truppen ausschiffen, und wurde zudem gut überwacht.
Entgegen den irrigen deutschen Annahmen, dass die Finnen die Insel eventuell sogar ohne Gegenwehr aufgeben würden, hatte die finnische Besatzung vor Ort den Befehl, nicht gegen die Bedingungen des finnisch-sowjetischen Waffenstillstandsabkommens vom 4. September 1944 zu verstoßen und die Insel notfalls zu verteidigen.

## Verlauf
Die deutschen Landungskräfte wurden ab dem 11. September in Reval zusammengezogen und am Morgen des 14. September in den Bereitschaftsraum in der Loksabucht verlegt. In den Abendstunden des gleichen Tages marschierte die Flotte in Richtung Hochland. Vor dem Beginn der eigentlichen Landung ging der Chef des Stabes des Admirals östliche Ostsee, Fregattenkapitän Gustav Forstmann, gegen 23.40 Uhr noch einmal an Land von Hochland und führte mit dem finnischen Kommandanten noch eine kurze Unterredung über eine mögliche Übergabe der Insel, die der Finne aber mit dem Hinweis, dass er dies nicht entscheiden könne, beendete. Beide Offiziere gingen mit einem höflichen Handschlag auseinander. Kurz nach 0.20 Uhr liefen dann die ersten deutschen Räumboote in den Hafen von Suurkylä ein und beide Seiten eröffneten das Feuer. Die im Hafen liegenden kleinen finnischen Wachboote VMV 10 und VMV 14 (je 35 ts) wurden von den Deutschen durch Artilleriefeuer versenkt. Verluste gab es hierbei keine, da die finnischen Besatzungen bei der Annäherung der deutschen Schiffe sich ins Inselinnere abgesetzt hatten.

### Die Gefechte um den Hafen

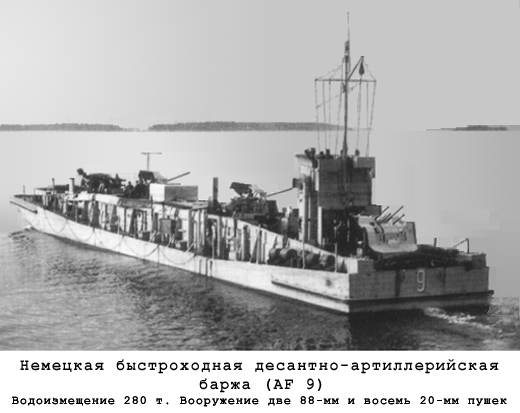
Der deutscher Typ-A-Artilleriefährprahm AF 9, 1944

Bereits während der ersten beiden Stunden erlitten die deutschen Angreifer durch das finnische Abwehrfeuer empfindliche Verluste, alleine die Sturmboot-Kompanie 902 verlor bis 3.00 Uhr etwa 50 Mann an Toten und Verwundeten. Die deutschen Schiffe beschossen die Uferstellungen der finnischen Verteidiger zwar mit ihren 10,5-cm- und 8,8-cm-Geschützen und setzten zwei finnische Feldkanonen außer Gefecht, doch waren die getarnten Stellungen der leichteren Abwehrwaffen, vor allem der 40-mm-Flak und der Mörser, in der Dunkelheit kaum auszumachen. Es waren denn auch diese Waffen, die die meisten Verluste der Deutschen verursachten. Im finnischen Feuer sanken die Landeprähme F 177 (154 ts) und F 822 (165 ts) und drei Motorboote. Ein weiterer Landeprahm, F 868 (165 ts), erhielt mehrere Artillerietreffer und trieb manövrierunfähig auf eine Mine, die das Schiff in zwei Teile riss und vor der Hafeneinfahrt versenkte. Mehrere andere Schiffe, darunter auch drei Minensuchboote, wurden zudem durch das Geschützfeuer beschädigt.
Durch die versenkten Fahrzeuge wurde der ohnehin schon kleine Hafen von Hochland weitgehend blockiert, weswegen die Landeprähme die Order erhielten, ihre Truppen nach Möglichkeit auf dem freien Strand im Umfeld abzusetzen. Dies führte zu einem erheblichen Durcheinander und zu willkürlichen Ausschiffungen. So kam es, dass ein Prahm eine Ladung dringend benötigter Flugabwehrgeschütze zwar absetzte, der nachfolgende Prahm jedoch, der die Munition für diese an Bord hatte, vor dem Hafen wieder umdrehte und in den Bereitschaftsraum zurückkehrte, was zur Folge hatte, dass für jede Flak gerade einmal acht Schuss zur Verfügung standen.
Trotz dieses Durcheinanders gelang es den Deutschen, sich im Hafen von Suurkylä festzusetzen, bis etwa 4.00 Uhr morgens einen Landekopf von etwa zwei Quadratkilometer zu erobern und nach und nach ins Landesinnere vorzustoßen. In den Morgenstunden, etwa gegen 6.00 Uhr, stürmten die Deutschen eine Anhöhe oberhalb des Hafens und eroberten eine Stellung mit 40-mm-Flak, wodurch wenigstens der beständige Beschuss auf den Molenbereich beendet werden konnte. Etwa 100 Finnen wurden dabei gefangen genommen. Vor einem weiteren Höhenzug, wo auch der Kommandostand des finnischen Inselbefehlshabers sich befand, blieb der deutsche Vormarsch dann jedoch stecken.

### Funkstörungen und überhasteter Abzug
Die gelandeten deutschen Truppen befanden sich zudem in einer verhängnisvollen Lage, da es aufgrund von Funkstörungen dem auf der Insel sich befindenden Kapitän zur See Mecke nicht gelang, Funkkontakt mit der deutschen Einsatzleitung in Reval herzustellen. Dort nahm Vizeadmiral Burchardi wegen der nicht erfolgenden Lagemeldungen an, dass die gelandeten Einheiten aufgerieben seien, und setzte sich mit den vor der Küste stehenden Minensuchbooten der 3. Flottille von Fregattenkapitän Forstmann in Verbindung. Dieser vermochte jedoch nur eine unklare Lagebeurteilung abzugeben, da er in der Finsternis nichts über den Ausgang der Gefechte an Land wusste und zudem nur heftiges Artilleriefeuer melden konnte.
In diese Situation hinein erfolgte ein überraschender sowjetischer Luftangriff mit zehn Schlachtflugzeugen des Typs Iljuschin Il-2 und einigen leichten Bombern Tupolew SB-2 auf den Hafen Suurkylä, wobei zwar zwei Il-2 von der Flak abgeschossen werden konnten, jedoch weitere Schiffe der Deutschen, darunter der Landeprahm F 422 und das Schleppboot Pernau (das später auf Grund lief und von den Finnen erbeutet wurde), beschädigt wurden. Einige sowjetische Splitterbomben schlugen auch auf finnischer Seite ein. Da in der anbrechenden Morgendämmerung nun einerseits auch die schweren finnischen 12,2-cm-Geschütze die deutschen Schiffe besser erkennen konnten und unter Feuer nahmen und andererseits die von der deutschen Luftwaffe zugesagte Luftunterstützung nicht wie im gewünschten Maße erfolgte (lediglich drei Bf 109 G-Jagdbomber überflogen gegen 11.00 Uhr die Insel und warfen erfolglos einige 50-Kilogramm-Bomben ab), befahl Vizeadmiral Burchardi den Rückmarsch der restlichen Schiffe nach Reval, um noch größere Verluste zu verhindern (er vermutete die Landetruppen ja bereits aufgerieben), und damit den Abbruch des Unternehmens. Eventuell noch existierende Truppenteile sollten evakuiert werden.

### Feuereinstellung und Kapitulation der Landungstruppen
Das Bild der von der Küste ablaufenden deutschen Schiffe (die auch die Soldaten der 2. Landungswelle an Bord hatten) wirkte sich äußerst negativ auf die Moral der Deutschen auf Hochland aus, da diesen damit bewusst wurde, dass man sie quasi aufgegeben hatte. Einige Räumboote blieben dennoch zurück und begannen noch einige wenige deutsche Soldaten (etwa 60 Mann) abzutransportieren. In diese Bewegungen hinein stieß ein Vorstoß zweier finnischer Schnellboote, wobei das Schnellboot Taisto 5 einen Torpedotreffer auf dem Räumboot R 29 erzielen konnte, welches daraufhin nahe der Küste sank. Alle weiteren Evakuierungsversuche wurden als Folge davon eingestellt.
Nach dem Rückzug der Flottillen blieben die deutschen Truppen auf Hochland völlig auf sich alleine gestellt. Den ganzen 15. September über tobten heftige Schusswechsel, doch ging den Deutschen ab etwa 15.00 Uhr langsam die Munition aus. Als ein finnischer Gegenangriff am Nachmittag die zuvor von den Deutschen eroberte Flak-Stellung oberhalb des Hafens wieder in finnische Hand brachte, wurde Kapitän zur See Mecke bewusst, dass er den Kampf nicht mehr gewinnen konnte. Er ging als Parlamentär hinüber zu den Finnen und erbat eine Waffenruhe, um seine Soldaten nicht sinnlos zu opfern. Da die finnische Seite den Deutschen nur die Wahl zwischen einer Aufgabe oder einer Vernichtung ließ, entschied sich Mecke gegen 18.00 Uhr zur Kapitulation, worauf die Gefechte auf Hochland endeten und die deutschen Resttruppen in Gefangenschaft gingen.

## Bilanz
Das Unternehmen Tanne Ost war für die Deutschen ein völliger Fehlschlag. Von den gelandeten Soldaten wurden 153 getötet und 175 verwundet. 1.231 deutsche Soldaten (die Verwundeten sind hierin enthalten) gingen in finnische Gefangenschaft und wurden später teilweise an die Sowjets ausgeliefert. Daneben verloren die Deutschen drei Landeprähme (F 173, F 822 und F 868), das Minenräumboot R 29, drei Motorboote und den Schlepper Pernau.
Die finnische Seite verlor etwa 110 Mann an Toten und Verwundeten sowie zwei Patrouillenboote und einige Feldgeschütze und Flak. Die etwa 100 finnischen Gefangenen bei den Deutschen wurden nach der deutschen Kapitulation fast alle befreit (nur acht Finnen wurden von den Deutschen auf ein Landefahrzeug gebracht und abtransportiert). Daneben gingen zwei sowjetische Flugzeuge verloren (mit vier Mann Flugpersonal).

## Fazit
Nicht nur, dass das Unternehmen Tanne Ost ein taktisches Desaster für die Deutschen war, so war es auch aus strategischer Sicht sinnlos. Es hätte erkannt werden müssen, dass die deutschen „Seeigel“-Minensperren, selbst im Falle einer erfolgreichen Eroberung Hochlands durch die Deutschen, durchbrochen worden wären, da die Finnen ihre Schärengewässer entsprechend dem finnisch-sowjetischen Waffenstillstandsabkommen von Minen hätten räumen müssen. So wäre der nördliche Landanschluss der Minenriegel (nahe Kotka) also in jedem Fall verloren gegangen (was dann auch geschah). Dieser Umstand war sowohl von Vizeadmiral Burchardi als auch von Kapitän zur See Mecke erkannt und als Kritikpunkt angeführt worden. Die Seekriegsleitung in Berlin hatte dies jedoch ignoriert.
Des Weiteren wäre auch der Erhalt des Landanschlusses im Süden (also an die estnische Küste) äußerst fraglich gewesen, da die Rote Armee zu dieser Zeit (ab dem 14. September 1944) eine Großoffensive gegen die baltischen Staaten begann und die dortigen deutschen Wehrmachtteile bis November 1944 weitgehend aus dem gesamten Baltikum verdrängte.